# قتل لیانا حسنیان (فاطمه)
لیانا حسینیان (فاطمه) ابراهیمی(۱۳۹۶ – ۱۴۰۳)، دختربچه ۷ ساله ایرانی بود که در محمدشهر کرج توسط شوهرخاله اش به قتل رسید. این جنایت هولناک در روز [تاریخ دقیق مشخص نیست، اگر موجود است اضافه شود] رخ داد و بازتاب گسترده‌ای در رسانه‌ها و افکار عمومی داشت.
شرح حادثه:
لیانا حسینیان توسط شوهرخاله ۴۲ ساله‌اش که راننده اسنپ بوده، ربوده شد. متهم پس از ربودن لیانا، او را با ضربات چاقو به قتل رساند و جسدش را در کیسه زباله قرار داده و در کانال آب محله علی‌آباد محمدشهر رها کرد.
انگیزه قتل:
انگیزه این قتل، خصومت و اختلافات خانوادگی بین متهم و خانواده همسرش عنوان شده است. متهم در اعترافات خود بیان کرد که به دلیل این اختلافات، لیانا را به قتل رسانده است.
- انگیزه اصلی: اختلافات خانوادگی بین قاتل و خانواده همسرش، به ویژه پس از دو ماه قهر همسرش و فشار خانواده او برای طلاق. قاتل ادعا کرد از این موضوع کینه داشت و برای انتقام، نقشه کشید.[۸]
  - روش قتل:
    - لیانا را با وعده خرید خوراکی از مقابل خانه مادربزرگش سوار خودرو کرد.[۹]
    - در خودرو با ضربات چاقو به گردن و قفسه سینه او را کشت.
    - جسد را در کیسه زباله گذاشت و کنار کانال آب در محله علی‌آباد محمدشهر رها کرد.
    - گوشواره‌های لیانا را نیز دزدید.[۱۰]

  - اعترافات: قاتل[۱۱] در بازجویی گفت:"کاش به جای قتل، از همسرم جدا می‌شدم… دچار جنون آنی شدم و حالا پشیمانم."[۱۲]
- دستگیری و اعترافات:[۱۳]

پس از اعلام مفقودی لیانا توسط والدینش، پلیس آگاهی استان البرز تحقیقات خود را آغاز کرد. با بررسی شواهد، شوهرخاله لیانا به عنوان مظنون اصلی شناسایی و بازداشت شد. متهم در بازجویی‌ها به قتل لیانا اعتراف کرد و محل اختفای جسد را نیز مشخص کرد.
واکنش‌ها:
این جنایت با واکنش‌های گسترده‌ای در رسانه‌ها و شبکه‌های اجتماعی مواجه شد. مردم با ابراز همدردی با خانواده لیانا، خواستار اشد مجازات برای قاتل شدند. مراسم خاکسپاری لیانا با حضور پرشور مردم برگزار شد.
پیگیری قضایی:
متهم به قتل عمد بازداشت شده و تحقیقات در خصوص این پرونده همچنان ادامه دارد.
نکات مهم:
- نام اصلی لیانا، فاطمه حسینیان بوده است.[۱۸]
- قاتل، باجناغ پدر لیانا بوده است.[۱۹]
- جسد لیانا در کانال آب محمدشهر کرج پیدا شد.[۲۰]